# والت
والت، روستایی است از توابع بخش مرکزی شهرستان کلاردشت در استان مازندران ایران.

## جمعیت
این روستا در دهستان کلاردشت شرقی قرار دارد و براساس سرشماری مرکز آمار ایران در سال ۱۳۹۵، جمعیت آن ۲۲۷ نفر (۷۹خانوار) بوده‌است. مردم والت از قومیت طبری هستند. مردم والت به زبان طبری و گویش کلارستاقی سخن می‌گویند.